# ヴォルフハルト・パネンベルク
ヴォルフハルト・パネンベルク（ドイツ語: Wolfhart Pannenberg, 1928年10月2日 - 2014年9月5日）は、ドイツの神学者。ルター派出身で、エーバーハルト・ユンゲル、ユルゲン・モルトマンとともに、カール・バルト、ルドルフ・カール・ブルトマン以後の世代を代表する。希望の神学の流れを汲みつつ、独自の歴史神学を展開した。パンネンベルクとも表記される。

## 経歴
1928年10月、シュテッティン（現ポーランド領シュチェチン）に生まれる。税関吏の父親は転勤が多く、1942年にはベルリンに引っ越している。幼児洗礼は受けたものの、すでに両親は教会から距離を取るようになっていたため、家庭には特にキリスト教の雰囲気はなかった。また、10代の頃からフリードリヒ・ニーチェの思想に親しみ、キリスト教に対して批判的な考えを持っていた。しかしその後、ニーチェが批判するキリスト教とは異なるキリスト教を発見し、神学を志すようになった。1944年に軍隊に入り、1945年には短期間であるがイギリスで捕虜生活を体験している。
ベルリン大学、ゲッティンゲン大学、ハイデルベルク大学で神学を学び、バーゼル大学のバルトのところに留学もしている。ハイデルベルク大学では、ゲルハルト・フォン・ラートの門下生たちと「パネンベルク・サークル」を形成する。メンバーは、パネンベルクのほか、ロルフ・レントルフ、トゥルッツ・レントルフ、ウルリッヒ・ヴィルケンス、クラウス・コッホ、D・レスラー、M・エルゼなど。
パネンベルク・サークルによる論文集『歴史としての啓示』以来、パネンベルクは独自の歴史神学を展開しているが、同時に神学の学問性という問題にも取り組み続け、新しい自然神学の可能性を探究している。
1953年、ハイデルベルク大学のエドムント・シュリンク（1903年 − 1984年）の下で博士論文『ドゥンス・スコトゥスの予定説』を執筆し、それによって学位を取得。1955年、教授資格論文『類比と啓示』を執筆（出版は2007年）。1956年7月、ハイデルベルクの聖ペトロ教会（de:Peterskirche (Heidelberg)）の牧師に招聘。その後、ヴッパータール神学大学（1958年 - 1961年）、マインツ大学（1961年 - 1967年）、ミュンヘン大学（1967年 - 1994年）で組織神学教授を歴任した。その間、アメリカの大学にも何度か招かれており、シカゴ大学（1963年）、ハーヴァード大学（1966年）などでも教鞭を執っている。
2014年9月、ミュンヘンにて死去（享年85）。

## 背景
思想的出発点にはバルト批判という動機が認められるが、その後はバルトに対立する思想を展開したわけではない。神学者としては、バルトのほかに、フリードリヒ・ゴーガルテン、ゲルハルト・フォン・ラートの影響も受けている。
同世代の神学者であるユルゲン・モルトマンとは、ヴッパータール神学大学で互いに影響を与え合ったが、両者の思想には共通点よりも相違点の方が目立つ。共通点は、終末論の強調という点においてヘーゲル主義とエルンスト・ブロッホの影響が見られるところであり、相違点はモルトマンがパネンベルクほど歴史の神学を重視しなかったことなどである。また、モルトマンはいわゆる組織神学者ではないのに対して、パネンベルクは自ら明確に組織神学者を名乗った。
哲学の造詣も深く、ドイツ観念論については本格的な研究をしており、特にヘーゲルの影響は随所に見られる。また、カール・レーヴィット、カール・ヤスパース、ニコライ・ハルトマンからも直接的に影響を受けている。
1963年にシカゴ大学の客員教授としてアメリカに滞在していた際に、プロセス神学とアルフレッド・ノース・ホワイトヘッドの思想に触れる。神の存在についての考え方において、パネンベルクとプロセス神学との間には類似点が見られるが、パネンベルク自身はプロセス神学の立場を取らないと明言している。

## 思想

### 歴史としての啓示
パネンベルクによれば、啓示は神の間接的自己啓示である。間接的であるため、それは神自らが直接的に顕現するのではなく、神の歴史行為を通して示される。具体的な歴史の出来事そのものが神の啓示となっているのである。自ら編集した『歴史としての啓示』（1961年）において、パネンベルクは啓示を超歴史的なものと考えるバルトの立場や実存論的に考えるブルトマンの立場を批判した。これが彼独自の「歴史の神学」が展開する出発点となっている。
パネンベルクの啓示についての教義学的命題は、次の7つにまとめられる。
1. 聖書の証言によれば、神の自己啓示は神顕現のように直接的にではなく、神の歴史行為によって間接的に生じた。
2. 啓示は啓示的歴史の初めにではなく、終わりに見出される。
3. 歴史の啓示は、神性の特殊な顕現とは異なり、見る目をもつすべての人間に開かれている。つまり普遍的な性質をもっている。
4. 神の神性の普遍的な啓示は、イスラエルの歴史においては実現せず、そこで全歴史の終わりが先取り的に生起する形で、ナザレのイエスの運命において初めて実現した。
5. キリストの出来事は孤立した出来事としてイスラエルの神の神性を啓示しているのではなく、それがイスラエルとの神の歴史の一部であるかぎりにおいて神の神性を啓示している。
6. 異邦人教会における非ユダヤ的啓示表象の形成には、イエスの運命における神の終末論的な自己証示の普遍性が表現されている。
7. 言葉は預言、訓戒、告知としての啓示に関係する。

### 下からのキリスト論
パネンベルクは『キリスト論要綱』（1964年）において、当時の聖書学の成果を取り入れつつ、独自のキリスト論を展開した。彼はイエスを最初から神の子として見るのではなく、歴史的な人物としてのイエスの中に神性を認識していくという方法を採る。その際、イエスの復活が鍵となる。復活は信仰されるべき事柄である以前に、歴史的な事実でなければならない、とされる。

### 学問論と神学
初期の大著『学問論と神学』（1973年）においてパネンベルクは、当時の科学哲学の成果（特にK・ポパー、R・カルナップなど）を取り入れつつ、神学の学問性という問題に取り組んでいる。神学は信仰者にしか理解できない学問ではなく、普遍妥当性をもった科学的な学問であることを示そうとした。

### 神学的人間学
パネンベルクは『神学的観点における人間学』（1983年）において、当時の哲学的人間学の成果（特にマックス・シェーラー、アルノルト・ゲーレン、ヘルムート・プレスナーなど）を自らの神学において活用している。しかし哲学とは異なり、神学の立場から人間を歴史的存在として捉えている。

### 組織神学
パネンベルクのライフ・ワークは、やはり組織神学である。彼は1988年から1993年にかけて『組織神学』全3巻を著した。そこで彼は普遍的・歴史的意味経験の解釈学という枠組みで、キリスト教信仰の真理性を弁明した。神の啓示は神の歴史的行為全体において間接的に示されるというのがパネンベルクの基本的な立場であり、これはバルトの直接的な啓示から出発する教義学に対する批判を含んでいる。そのようなパネンベルクの歴史意識には、特にヘーゲルの歴史哲学の影響が認められる。
『組織神学』全3巻の目次は以下の通り。
- 第1巻
  - 序
  - 第1章 組織神学の主題としてのキリスト教の教理の真理性
  - 第2章 神思想とその真理性についての問い
  - 第3章 諸宗教の経験における神と神々の現実性
  - 第4章 神の啓示
  - 第5章 三位一体の神
  - 第6章 神の本質の統一性とその属性
- 第2巻
  - 第7章 世界の創造
  - 第8章 人間の尊厳と悲惨
  - 第9章 人間論とキリスト論
  - 第10章 イエス・キリストの神性
  - 第11章 世界の和解
- 第3巻
  - 第12章 霊の注ぎ、神の国、教会
  - 第13章 メシアの教団と個人
  - 第14章 選びと歴史
  - 第15章 神の国における創造の完成

### エキュメニズム運動
パネンベルクは諸教会が信仰において一つになることを目標として、ミュンヘン大学にエキュメニズム研究所を設立した。

## 著書
- 『ドンス・スコトゥスの予定論』1954年、博士論文（日本語訳なし）
- 『歴史としての啓示』（編著）1961年。パネンベルク初期の思想を知る上での必読書とされている。バルトやブルトマンとは対照的に普遍史を重視した。釈義的考察を基盤として、神の自己啓示は特殊な啓示の出来事によって直接的にもたらされるのではなく、歴史全体を通しての神の行為としてもたらされるという説を展開した。（大木英夫、近藤勝彦ほか訳、聖学院大学出版会、1994年）
- 『人間とは何か』1962年（熊沢義宣・近藤勝彦訳、白水社、1975年）
- 『キリスト論要綱』1964年。人間イエスについての歴史的認識から出発して復活を媒介として神性の認識へと昇華させている。（麻生信吾、池永倫明訳、新教出版社、1983年）
- 『組織神学の根本問題』1967年（近藤勝彦、芳賀力訳、日本基督教団出版局、1984年。原書に収められている１５論文のうち、次の７論文が訳書に収められている。１聖書原理の危機、２救済の出来事と歴史、３解釈学と普遍史、４信仰と理性、５哲学的神概念の受容、６無神論の諸類型とその神学的意義、７神についての問い。）
- 『神学と神の国』1971年（近藤勝彦訳、日本基督教団出版局、1972年）
- 『現代の諸問題を前にして解釈され弁明された信仰告白』1972年（日本語訳なし）
- 『学問論と神学』1973年。科学哲学、解釈学との関係において、神学の学問性について考察している。この問題意識は以後も引き継がれている。（濱崎雅孝、清水正、小柳敦史、佐藤貴史訳、教文館、2014年）
- 『神の思想と人間の自由』1974年（座小田豊、諸岡道比古訳、法政大学出版局、1991年）
- 『信仰と現実』1975年。キリスト教信仰が普遍性を持ち得ない現代社会における神学の意義について論じている。（佐々木勝彦訳、日本基督教団出版局、1990年）
- 『倫理学と教会論』1977年（前半訳：『キリスト教社会倫理』大木英夫、近藤勝彦ほか訳、聖学院大学出版会、1992年；後半訳：『現代に生きる教会の使命』大木英夫、近藤勝彦ほか訳、聖学院大学出版会、2009年）
- 『人間の使命』1978年（日本語訳なし）
- 『組織神学の根本問題 第二巻』1980年（日本語訳なし）
- 『神学的観点における人間学』1983年（『人間学』佐々木勝彦訳、教文館、2008年）
- 『キリスト教的霊性』1986年（『現代キリスト教の霊性』西谷幸介訳、教文館、1987年）
- 『形而上学と神の思想』1988年（座小田豊、諸岡道比古訳、法政大学出版局、1990年）
- 『組織神学 第一巻』1988年。神学とは何か、神論、三位一体論（佐々木勝彦訳、新教出版社、2019年）
- 『組織神学 第二巻』1991年。創造論、人間論、キリスト論（日本語訳なし）
- 『組織神学入門』1991年。上記『組織神学』への導入として書かれた小著。（佐々木勝彦訳、日本基督教団出版局、1996年）
- 『組織神学 第三巻』1993年。聖霊論、教会論、終末論（佐々木勝彦訳、新教出版社、2021年）ISBN 978-4-400-31040-2
- 『自然の神学に向かって――科学と信仰についての試論』1993年（『自然と神』標宣男、深井智朗訳、教文館、1999年）
- 『倫理学の根拠』1996年。世俗化した社会において倫理の根拠をどこに求めるのか、というテーマで神学的、哲学的考察をしている。（『なぜ人間に倫理が必要か』佐々木勝彦、濱崎雅孝訳、教文館、2003年）
- 『神学と哲学』1996年。神学者の立場から西洋哲学史を概観している。特にドイツ観念論と哲学的人間学の説明が詳しい。（日本語訳なし）
- 『ドイツにおける近代福音主義神学の問題史』1997年（日本語訳なし）
- 『組織神学論集 第一巻 哲学・宗教・啓示』1999年（日本語訳なし）
- 『組織神学論集 第二巻 自然と人間――創造の未来』2000年（日本語訳なし）
- 『組織神学論集 第三巻 教会とエキュメニカル運動』2000年（日本語訳なし）
- 『信仰の喜び』2001年（日本語訳なし）
- 『倫理学論集』2004年（日本語訳なし）
- 『類比と啓示』2007年。教授資格論文（1955年）に新たに二章を加筆した著書。神認識における類比概念についての議論を批判的に考察している。（日本語訳なし）

## 関連文献
- Bradshaw, Timothy, 1988. Trinity and ontology: a comparative study of the theologies of Karl Barth and Wolfhart Pannenberg. Edinburgh: Rutherford House Books.
- Case, Jonathan P., 2004, "The Death of Jesus and the Truth of the Triune God in Wolfhart Pannenberg and Eberhard Jüngel," Journal for Christian Theological Research 9: 1–13.
- Fukai, Tomoaki, 1996. Paradox und Prolepsis: Geschichtstheologie bei Reinhold Niebuhr und Wolfhart Pannenberg. Marburg
- Grenz, S. J., 1990. Reason for Hope: The Systematic Theology of Wolfhart Pannenberg. New York: Oxford.
- --------, "Pannenberg on Marxism: Insights and Generalizations," The Christian Century (30 September 1987): 824–26.
- --------, "Wolfhart Pannenberg's Quest for Ultimate Truth," The Christian Century (14–21 September 1988): 795–98.
- Lischer, Richard, "An Old/New Theology of History," The Christian Century (13 March 1974): 288–90.
- Don H. Olive, 1973. Wolfhart Pannenberg-Makers of the Modern Mind. Word Incorporated, Waco, Texas.
- Page, James S., 2003, "Critical Realism and the Theological Science of Wolfhart Pannenberg: Exploring the Commonalities," Bridges: An Interdisciplinary Journal of Philosophy, Theology, History and Science 10(1/2): 71–84.
- Shults, F. LeRon, 1999. The Postfoundationalist Task of Theology: Wolfhart Pannenberg and the New Theological Rationality. Grand Rapids, MI: Eerdmans.
- Stewart, Jacqui. A., 2000,Science and Theology in Postmodernity: Pannenberg, ethics and the human sciences.  Ashgate.
- Tipler, F. J., 1989, "The Omega Point as Eschaton: Answers to Pannenberg's Questions for Scientists," Zygon 24: 217–53. Followed by Pannenberg's comments, 255-71.
- --------, 1994. The Physics of Immortality: Modern Cosmology, God and the Resurrection of the Dead. New York: Doubleday.
- --------, 2007. The Physics of Christianity. New York: Doubleday.
- Tupper, E. F., 1973. The Theology of Wolfhart Pannenberg. Philadelphia: Westminster press.
- Woo, B. Hoon, 2012. "Pannenberg’s Understanding of the Natural Law," Studies in Christian Ethics 25 (3/4): 346–366.